# 蛸配当
蛸配当（たこはいとう）とは、株式会社等が本来分配可能なだけの額の剰余金（配当するべき利益）がないにもかかわらず、粉飾決算などによって見かけ上分配可能額（配当可能利益）があるように見せかけるなどして、出資者である株主へ過大な剰余金の配当をする行為をいう。
蛸配当とは、蛸が空腹の場合には自らの足を食べるという俗説になぞらえた名称であり、法律学上は違法配当といわれる。
- 会社法は、以下で条数のみ記載する。

## 法律
違法配当は、商法（会社法）によって厳しく規制されている。それは、有限責任社員しかいない株式会社においては、会社財産のみが会社債権者に対する責任財産となるので、資本の流出を防がなくてはならないからである。商法（会社法）は、違法配当が実行されてしまった場合に、その金額を会社に返還させたりして会社財産が流出することを防いでいる。一方で違法配当を行った者について、罰則を設けている。
日本においては2005年（平成17年）に会社法が成立し、利益配当という概念に代わり剰余金の配当という概念が導入された（453条以下）が、蛸配当（違法配当）に対する基本的な規制枠組みは維持されている。なお、会社法においては株式会社だけでなく持分会社においても配当規制が存在する（623条）。

## 民事法上の効果

### 平成17年改正前商法
旧商法においては違法配当は無効であると解すのが通説であった。よって会社は違法配当を受けた株主に対し、不当利得を理由としてその配当金の返還を請求できる（民法703条、704条）。また、会社債権者は株主に対して違法配当がされた額を会社へ返還するよう直接請求することが出来る（商法旧会社編290条2項）。しかし、その配当が違法であるか合法であるかを知っている株主は少ない。また、株式を公開している会社では株主が相当数存在するので、個別に返還請求をすることは非現実的である。そこで違法な配当をした取締役は会社に対して違法配当した額を弁済するという責任を負わせている（商法旧会社編266条1項1号、2号）。ここでいう「違法な配当をした取締役」というのは、その配当を決議した取締役会で賛成した取締役、および議事録に異議をとどめなかった取締役を含む（商法旧会社編266条2項、3項）。この規定に従って取締役が会社に弁済をした場合、配当が違法であると知りつつそれを受け取った株主（悪意の株主）に対しては求償することができる（商法旧会社編266条の2）。

### 会社法
会社法においては違法配当とされる配当も民事法上の効果は有効であると説明されている。
剰余金の配当等に関する責任については462条に規定がある。
善意の株主は、業務執行者の求償が制約される（463条1項）。
株式会社の債権者は、株主に対し、その交付を受けた金銭等の帳簿価額又は、当該額が当該債権者の株式会社に対して有する債権額を超える場合にあっては、当該債権額に相当する金銭を支払わせることができる（463条2項）。

## 罰則
違法配当は「会社財産を危うくする罪」として5年以下の懲役、または500万円以下の罰金に処せられる（963条5項2号、商法旧会社編では489条4号）。

## 投資上の注意
蛸配当を実施する企業は、利益が出ていないため株価は売られてしまい下落トレンドを継続するものの、配当金そのものは下げないために、相対的に株価が下がった影響から投資利回りが高くなる。この結果、一見すると蛸配当実施企業は利回りが高く魅力的に見えることがある。実際に最終利益が赤字になったとしても、配当を継続している企業もある。一方で、このような企業は突然無配に転落したり、株主優待を廃止したりする事が多いため、結果的に株価がさらに下落し、投資家はより大きな損失を出してしまうこともあり注意が必要であるとZUUオンラインでは指摘している。